# Damaeus bulbofemoralis
Damaeus bulbofemoralis är en kvalsterart som beskrevs av Bulanova-Zachvatkina 1957. Damaeus bulbofemoralis ingår i släktet Damaeus och familjen Damaeidae. Inga underarter finns listade i Catalogue of Life.